# القناة الفضائية السورية
القناة الفضائية السورية هي قناة التلفزيون السوري الفضائية الرسمية والتي تبث في كافة أنحاء العالم على اقمار عرب سات ونايل سات وهوت بيرد، وتقوم ببث كافة أنواع البرامج والمسلسلات والأخبار وبرامج المنوعات وغيرها. مركز القناة الفضائية السورية في دمشق / سوريا.

## وصلات خارجية
- موقع هيئة الإذاعة والتلفزيون - سورية